# ボビー・ロス
ロバート・ジェイ・"ボビー"・ロス（Robert Jay "Bobby" Roth, 1950年 - ）は、アメリカ合衆国の映画及びテレビの監督、脚本家、プロデューサーである。
カリフォルニア大学バークレー校で哲学と創作を学んだ後、1972年に南カリフォルニア大学で映画のBAを得る。その後はカリフォルニア大学ロサンゼルス校でMFAプログラムに入り、1975年に映画製作の学位を得て卒業した。その翌年にデビュー映画『Independence Day』の脚本・製作・監督を務めた。
その後も映画及びテレビ界で活動を続ける。1984年の映画『ハートブレイカー』は第35回ベルリン国際映画祭のコンペティション部門で上映された。テレビでは『ドクタークイン 大西部の女医物語』、『NUMBERS 天才数学者の事件ファイル』、『WITHOUT A TRACE/FBI 失踪者を追え!』、『クリミナル・マインド FBI行動分析課』、『プリズン・ブレイク』、『LOST』、『フラッシュフォワード』、『FRINGE/フリンジ』、『V』、『メンタリスト』、『リベンジ』、『エージェント・オブ・シールド』などのエピソードを監督した。

## 主なフィルモグラフィ

### 映画
- Independence Day (1976) 監督・脚本・製作
- ハートブレーカー Heartbreakers (1984) 監督・脚本・製作
- ゲーム・オブ・ラブ Tonight's the Night (1987) テレビ映画、監督
- ホンキートンク天国 Baja Oklahoma (1988) テレビ映画、監督・脚本
- パーフェクト・ショット Dead Solid Perfect (1988) テレビ映画、監督・脚本
- スーパーコップ90 Rainbow Drive (1990) テレビ映画、監督
- シカゴ捜査網 Keeper of the City (1992) テレビ映画、監督
- エスケイプ/FBI証人保護プログラム Nowhere to Hide (1994) テレビ映画、監督
- FBI誘拐捜査 Kidnapped: In the Line of Duty (1995) テレビ映画、監督
- テル・ミー・ノー・シークレット Tell Me No Secrets (1997) テレビ映画、監督
- 新オーメン The Devil's Child (1997) テレビ映画、監督
- ハー・オウン・ルールズ 母の祈り Her Own Rules (1998) テレビ映画、監督
- ラプソディ・イン・ベニス A Secret Affair (1999) テレビ映画、監督
- クロスオーバー ふたりの女 Crossed Over (2002) テレビ映画、監督
- ドラゴン・クロニクル 妖魔塔の伝説 九層妖塔 (2015) 脚本

### テレビシリーズ
| 年        | 日本語題 原題                                       | エピソード   | エピソード                    |
| --------- | --------------------------------------------------- | ------------ | ----------------------------- |
| 2005-2009 | プリズン・ブレイク Prison Break                     | 第1シーズン  | 第12話「邪魔者は殺せ」        |
| 2005-2009 | プリズン・ブレイク Prison Break                     | 第1シーズン  | 第20話「トゥナイト」          |
| 2005-2009 | プリズン・ブレイク Prison Break                     | 第2シーズン  | 第2話「オーチス」             |
| 2005-2009 | プリズン・ブレイク Prison Break                     | 第2シーズン  | 第4話「罠の代償」             |
| 2005-2009 | プリズン・ブレイク Prison Break                     | 第2シーズン  | 第13話「反撃開始!」           |
| 2005-2009 | プリズン・ブレイク Prison Break                     | 第2シーズン  | 第15話「メッセージ」          |
| 2005-2009 | プリズン・ブレイク Prison Break                     | 第2シーズン  | 第18話「帳消し」              |
| 2005-2009 | プリズン・ブレイク Prison Break                     | 第2シーズン  | 第21話「逆転」                |
| 2005-2009 | プリズン・ブレイク Prison Break                     | 第3シーズン  | 第2話「第三の男」             |
| 2005-2009 | プリズン・ブレイク Prison Break                     | 第3シーズン  | 第4話「強行突破」             |
| 2005-2009 | プリズン・ブレイク Prison Break                     | 第4シーズン  | 第2話「オデュッセイア」       |
| 2005-2009 | プリズン・ブレイク Prison Break                     | 第4シーズン  | 第8話「代償」                 |
| 2005-2009 | プリズン・ブレイク Prison Break                     | 第4シーズン  | 第13話「裏切りの応酬」        |
| 2005-2009 | プリズン・ブレイク Prison Break                     | 第4シーズン  | 第21話「究極の選択」          |
| 2006-2007 | WITHOUT A TRACE/FBI 失踪者を追え! Without a Trace   | 第5シーズン  | 第9話「見守る者」             |
| 2006-2007 | WITHOUT A TRACE/FBI 失踪者を追え! Without a Trace   | 第6シーズン  | 第10話「サンタクロース効果」  |
| 2007-2010 | LOST Lost                                           | 第3シーズン  | 第20話「誕生」                |
| 2007-2010 | LOST Lost                                           | 第5シーズン  | 第11話「未だ見ぬ過去」        |
| 2007-2010 | LOST Lost                                           | 第6シーズン  | 第6話「日没」                 |
| 2009      | FRINGE/フリンジ Fringe                              | 第1シーズン  | 第18話「誘う女」              |
| 2010      | V                                                   | 第1シーズン  | 第10話「人間性」              |
| 2011-2015 | リベンジ Revenge                                    | 第1シーズン  | 第8話「記憶」                 |
| 2011-2015 | リベンジ Revenge                                    | 第1シーズン  | 第18話「正義」                |
| 2011-2015 | リベンジ Revenge                                    | 第2シーズン  | 第6話「幻想」                 |
| 2011-2015 | リベンジ Revenge                                    | 第2シーズン  | 第16話「露呈」                |
| 2011-2015 | リベンジ Revenge                                    | 第3シーズン  | 第6話「分解」                 |
| 2011-2015 | リベンジ Revenge                                    | 第4シーズン  | 第11話「追悼」                |
| 2013-2014 | グレイズ・アナトミー 恋の解剖学 Grey's Anatomy      | 第9シーズン  | 第21話「疑惑のまなざし」      |
| 2013-2014 | グレイズ・アナトミー 恋の解剖学 Grey's Anatomy      | 第10シーズン | 第11話「最初の一歩」          |
| 2013-2014 | グレイズ・アナトミー 恋の解剖学 Grey's Anatomy      | 第11シーズン | 第7話「与えられたチャンス」   |
| 2013-2015 | エージェント・オブ・シールド Agents of S.H.I.E.L.D. | 第1シーズン  | 第7話「決死の潜入」           |
| 2013-2015 | エージェント・オブ・シールド Agents of S.H.I.E.L.D. | 第1シーズン  | 第14話「タヒチ」              |
| 2013-2015 | エージェント・オブ・シールド Agents of S.H.I.E.L.D. | 第1シーズン  | 第16話「始まりの終わり」      |
| 2013-2015 | エージェント・オブ・シールド Agents of S.H.I.E.L.D. | 第2シーズン  | 第3話「氷の男」               |
| 2013-2015 | エージェント・オブ・シールド Agents of S.H.I.E.L.D. | 第2シーズン  | 第20話「傷」                  |
| 2014-2015 | SCORPION/スコーピオン Scorpion                      | 第1シーズン  | 第2話「バイオハッカー」       |
| 2014-2015 | SCORPION/スコーピオン Scorpion                      | 第2シーズン  | 第5話「スーパー・ヒーローズ」 |
| 2017      | ザ・ラスト・シップ The Last Ship                    | 第4シーズン  | 第3話 「Bread and Circuses」  |